# Lee Soo-kyung
Đây là một tên người Triều Tiên, họ là Lee.
Lee Soo-kyung (sinh ngày 13 tháng 3 năm 1982) là một nữ diễn viên Hàn Quốc. Cô ấy ra mắt với tư cách người mẫu quảng cáo vào năm 2003, sau cô bắt đầu sự nghiệp diễn xuất bằng một vai hỗ trợ nhỏ, đặc biệt là trong Tazza: The High Rollers và Dear Heaven, trước khi cô được mời đóng vai chính đầu tiên trong bộ phim sitcom vào năm 2009 Soulmate. Lee trở thành một cái tên nổi tiếng vào năm 2007 sau khi trở thành tâm điểm của bộ phim truyền hình The Golden Age of Daughters-in-Law. Sau khi thực hiện bộ phim kinh dị bí ẩn Rainbow Eyes, và phim cho kỳ nghỉ Romantic Island, Lee trở lại truyền hình. Cô đóng vai chính trong bộ phim hài lãng mạn Lawyers of the Great Republic of Korea (tạm dịch: Các luật sư của Đại Hàn Dân Quốc), bộ phim tình cảm, đẻ mướn Loving You a Thousand Times, và phim chính trị Daemul.

## Phim

### Phim truyền hình
- Let's Eat (tvN, 2013)
- Pots of Gold (MBC, 2013)
- Color of Woman (Channel A, 2011)
- You're Here, You're Here, You're Really Here (MBN, 2011)
- Can't Lose (MBC, 2011)
- Daemul (SBS, 2010)
- My Country Calls (KBS2, 2010)[10]
- Loving You a Thousand Times (SBS, 2009)
- Lawyers of the Great Republic of Korea (MBC, 2008)
- The Golden Age of Daughters-in-Law (KBS2, 2007)
- Soulmate (MBC, 2006)
- Dear Heaven (SBS, 2005)
- You'll Find Out (KBS2, 2004)

### Phim điện ảnh
- Share the Vision (2011, phim định dạng 4D)[11]
- Triangle (2009)
- Romantic Island (2008)
- Rainbow Eyes (2007)
- Tazza: The High Rollers (2006)
- Wet Dreams 2 (2005)

### Chương trình thực tế
- Law of the Jungle W (SBS, 2012)[12][13]
- BIGsTORY (SBS, 2011) - chủ trì
- Night of TV Entertainment (SBS, 2006) - MC
- Real Romance Love Letter (SBS, 2005) - thí sính
- Family Outing(SBS, 2009)- khách mời

## Sân khấu
- Thanks, Honey (여보, 고마워) (2008)

## Danh sách đĩa nhạc
- Ocho Ocho (Remake) (từ đĩa đơn Romantic Island Christmas Story, 2008)

## Giải thưởng
- 2010 SBS Drama Awards: Giải thưởng xuất sắc hàng đầu, diễn viên nữ hỗ trợ trong phim truyền hình đặc biệt (Daemul)
- 2009 SBS Drama Awards: giải thưởng 10 ngôi sao hàng đầu (Loving You a Thousand Times)
- 2009 Andre Kim giải thưởng ngôi sao xuất sắc: giải thưởng nữ ngôi sao (Loving You a Thousand Times)[14]
- 2007 KBS Drama Awards: Nữ diễn viên xuất sắc nhất (The Golden Age of Daughters-in-Law)
- 2007 KBS Drama Awards: Cặp đôi xuất sắc nhất với Kim Ji-hoon (The Golden Age of Daughters-in-Law)